# Charosset

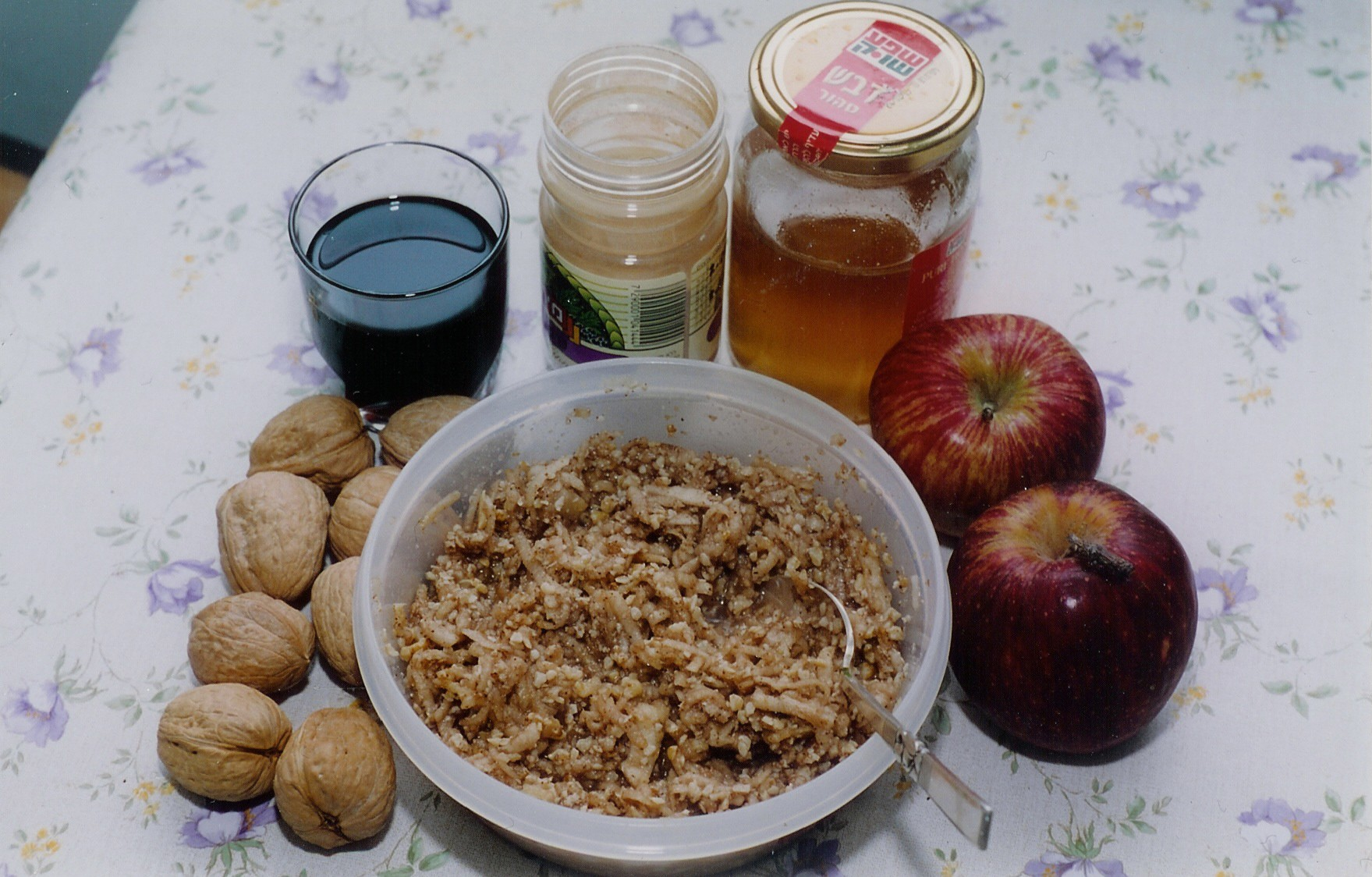
Aschkenasisches Charosset mit Zutaten

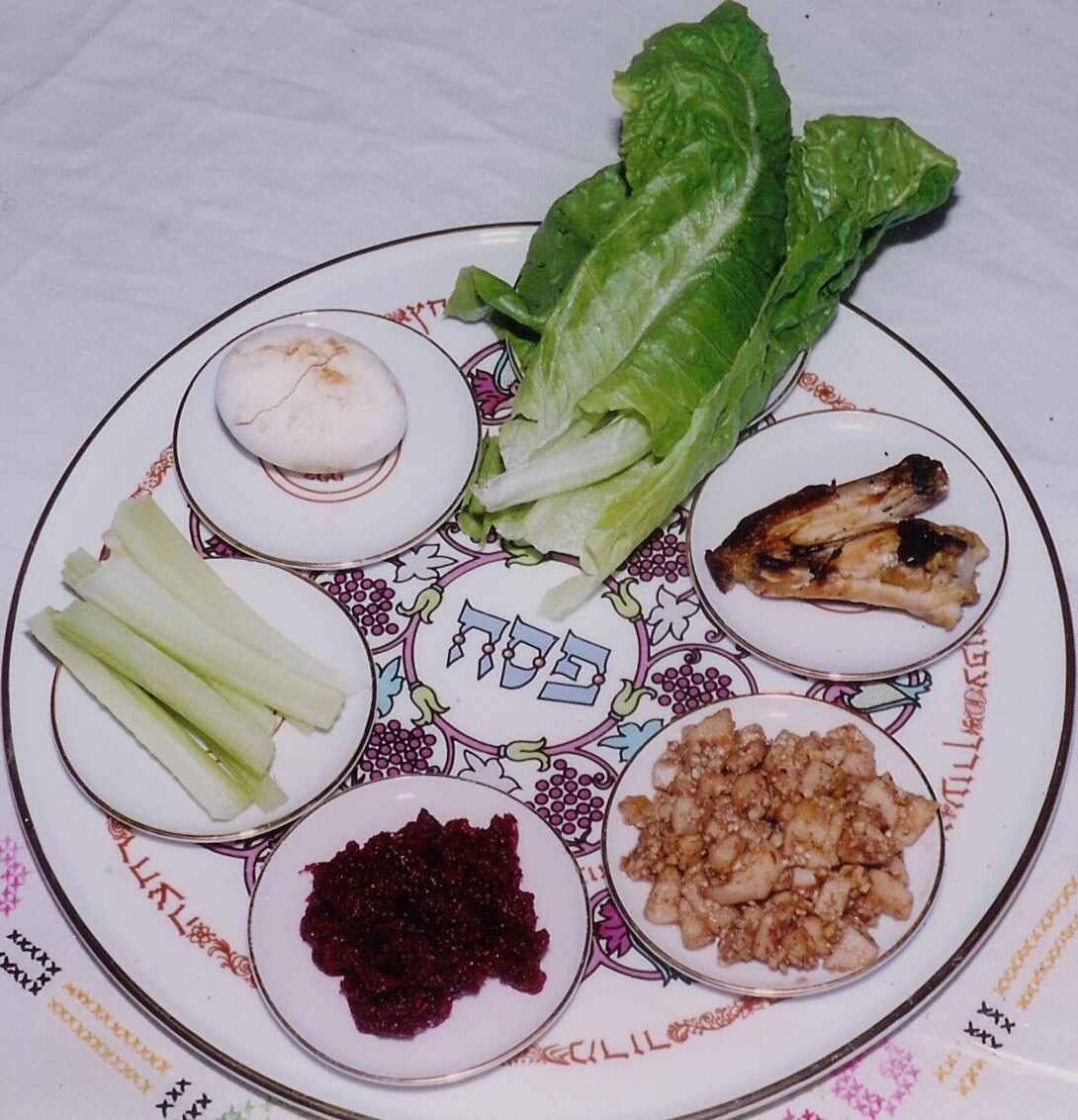
Der Sederteller im Uhrzeigersinn oben beginnend: Maror, Seroa, Charosset, Chaseret, Karpas, Beitzah

Charosset (hebräisch חֲרֽוֹסֶת ḥarosæt, aschkenasisch-hebräische Aussprache charaussess, charojssess, jiddische Aussprache charojssess oder chrojssess), ein Fruchtmus, gehört zum traditionellen Sedermahl, mit dem das jüdische Pessachfest beginnt. Im speziellen Sederteller werden die sechs symbolischen Speisen  Maror, Seroa, Charosset, Chaseret, Karpas und Beitzah vorbereitet. Charosset hat als einziger Bestandteil der Sedermahlzeit in modernen Zubereitungen einen süßen Geschmack. Bei den Aschkenasim ist es eine Mischung überwiegend aus geriebenen Äpfeln und Nüssen oder Mandeln, die mit süßem roten Wein dünn gemacht und mit Zimt gewürzt wird. Gelegentlich werden Rosinen verwendet. Das traditionelle Charosset der Sephardim basiert auf Datteln statt auf Äpfeln.
Mit seiner Farbe und Konsistenz erinnert Charosset an Lehm, aus dem die Israeliten in Ägypten Ziegelsteine herstellten. Das Buch Hoheslied (Schir haSchirim) wird am Pessachfest gelesen. Es erwähnt verschiedene Früchte und Gewürze, die deshalb, allegorisch gedeutet, zu Zutaten für Charosset wurden.

## Geschichte

### Embamma in der antiken Küche
Obwohl die Symbolik des Charosset später reich entwickelt wurde, war es in der Antike wahrscheinlich ein normaler Bestandteil des Menüs; Äpfel waren in Rom ein typisches Dessert. Im Gegensatz zu heute waren die Äpfel sauer, nicht süß, und ein damit zubereitetes Fruchtmus daher auch säuerlich.
Im Kochbuch des Apicius findet sich die Bemerkung, dass Lattich und Endivien in eine Sauce namens embamma (lateinisch, Lehnwort aus altgriechisch ἔμβαμμα émbamma) eingetunkt werden sollten und so bekömmlicher seien. Das hat eine genaue Entsprechung im Babylonischen Talmud, dem zufolge Lattich, eine der Speisen beim Sedermahl, bekömmlich wird, indem man ihn in Charosset eintunkt. Charosset entspricht also dem antiken embamma, so Susan Weingarten. Dies könnte der Grund dafür sein, dass Charosset nachträglich zu den Speisen des Sedermahls hinzugefügt wurde.

### Mischna und Talmud
Die früheste Erwähnung von Charosset, „Fruchtmus“, findet sich in der Mischna. Im Zusammenhang werden die Minimalanforderungen an ein Sedermahl diskutiert, also das, was auch der Ärmste an diesem Abend zur Verfügung haben soll:

„Man bringt vor ihm herein ungesäuertes Brot, Lattich und Fruchtmus und zwei gekochte Speisen, obwohl das Fruchtmus kein Gebot ist. Rabbi Elʿazar bar Ṣaḏoḳ sagt: [Es ist] ein Gebot. Aber zur Zeit des Tempels brachte man vor ihm das Passalamm selbst herein.“

Indem Rabbi Elʿazar bar Ṣaḏoḳ die Meinung zugeschrieben wird, Charosset sei ein verbindlicher Teil der Sedermahlzeit, wird diese Speise zugleich in der Zeit des Zweiten Tempels (vor 70 n. Chr.) verortet, denn Elʿazar bar Ṣaḏoḳ lebte der Überlieferung zufolge damals als Gewürzhändler in Jerusalem, hatte also beruflich mit den Zutaten für Charosset zu tun. In Übereinstimmung mit antiken Tischsitten konnte Brot oder Lattich in das Fruchtmus eingetunkt werden; über das Rezept für Charosset verlautet in der Mischna noch nichts.
Der Jerusalemer Talmud bezeichnete Charosset im 5. Jahrhundert n. Chr. als etwas Gestampftes und diskutiert die Konsistenz des Mus: soll es an den Lehm erinnern, aus dem die Israeliten in ägyptischer Sklaverei Ziegel herstellen mussten, und also relativ fest sein? Oder soll es dickflüssig sein und an das Blut des Pessachlamms erinnern, das in der Nacht des Auszugs an die Türen gestrichen wurde? Im Babylonischen Talmud wird ebenfalls die symbolische Bedeutung von Charosset erörtert. Rabbi Jochanan zufolge erinnerte Charosset an den Lehm der Ziegel, während Rabbi Levi einen Bezug zu den Äpfeln im Hohenlied Hld 8,5  herstellte – ein Hinweis darauf, dass Äpfel für die Zubereitung des Mus verwendet wurden. Abbaje verband beide Traditionen: Charosset solle eine Konsistenz wie Lehm haben und säuerlich wie Äpfel schmecken. Die Rabbinen schlossen sich aber Rabbi Jochanan an; das Apfel-Motiv trat in den Hintergrund. Nun hieß es außerdem, dass die Gewürze im Mus eine Erinnerung an das Stroh seien, das bei der Ziegelherstellung unter den Lehm gemengt werden musste.

### Mittelalter
Die ersten regionalen Rezepte für Charosset stammen aus dem Frühmittelalter. Amram Gaon (gest. 875), das Oberhaupt der Akademie von Sura, schrieb, dass das Fruchtmus „in unserem Teil der Welt“ aus Datteln hergestellt werde. Saadja Gaon (882–942), das Oberhaupt der Akademie von Pumbedita, teilte das Rezept der jüdischen Gemeinden in Babylonien mit: Datteln, Nüsse und Sesam wurden mit Essig zu einem Brei verarbeitet.

#### Sefardische Traditionen
Maimonides schrieb in seiner Jugend einen Kommentar zur Mischna, in dem er auch ein Rezept für Charosset mitteilte: Feigen oder Datteln wurden eingeweicht und gekocht, sodann zu einem Brei zerstoßen, mit Essig geknetet und mit Narde, Thymian oder Ysop gewürzt. Mit Ysop führte Maimonides (ohne dies zu erläutern) eine Zutat ein, die in der Geschichte des Auszugs aus Ägypten vorkommt; auffällig ist an seinem Rezept, dass es sich um eine gekochte Speise handelt. Jahre später, als er schon in Ägypten lebte, schrieb Maimonides ein weiteres Rezept auf, das deutlich die Vorgaben des Babylonischen Talmud umsetzte. Wichtig war die Konsistenz, die an Lehm erinnern sollte, ob man dazu Datteln, getrocknete Feigen oder Rosinen zu Brei verarbeitete, war unwichtig. Hinzugefügter Essig ergab ein süß-saures Fruchtmus, nicht weiter spezifizierte Gewürze im Brei sollten an das Stroh erinnern.

#### Aschkenasische Traditionen
Aus der jüdischen Gemeinde von Rom stammt ein Rezept des 13. Jahrhunderts, das möglicherweise die Schwierigkeit spiegelt, in Italien zur Zeit des Pessachfestes an Obst zu gelangen. Die Grundlage ist „Grünzeug“, also grünes Gemüse oder Kräuter. Zugefügt werden Baumblüten, wohl um sich symbolisch auf das Hohelied zu beziehen, und ein wenig Lehm oder gemahlene Keramikscherben, wodurch die Lehmziegel-Symbolik stark akzentuiert wurde. Das Mus sollte sauer wie Äpfel sein, was nicht zwingend bedeutet, dass Äpfel zur Herstellung benötigt wurden. (Der Brauch, Keramikmehl unter das Charosset zu mischen, scheint ohne Erwähnung in den Quellen vielerorts weiter bestanden zu haben und wurde von rabbinischen Autoritäten des 18. Jahrhunderts als gefährliches Missverständnis bekämpft.)
Den Standardkommentar zur Mischna verfasste Obadja Bertinoro, der aus Italien stammte und sein Lebensende in Jerusalem verbrachte. Sein Charosset besteht aus Feigen, Haselnüssen, Pistazien, Mandeln und beliebigem Obst. Diese Zutaten wurden mit Essig zu einem Brei zerstoßen und mit Zimt und Kalmus bestreut.
Das lokale Charosset-Rezept der jüdischen Gemeinden in der Provence sah im 13./14. Jahrhundert so aus: Esskastanien wurden gekocht und mit Zugabe von Mandeln und Walnüssen zerstoßen. Getrocknete Feigen, Rosinen und Datteln wurden zu einem Brei verarbeitet. Saure Äpfel wurden zu Mus zerkleinert und mit dem Kastanien-Nussbrei und der Feigen-Rosinen-Dattelmasse unter Zugabe von Weinessig vermischt. Verschiedene Gewürze wurden vorgeschlagen, darunter Ingwer und Nelken.
Die Tosafisten brachten eine neue und für die weitere Entwicklung des Rezepts wichtige Idee: im Charosset sollten die Früchte und Gewürze auftauchen, die im Hohenlied erwähnt und von den Bibelkommentatoren symbolisch auf Israel bezogen wurden: Äpfel, Granatäpfel, Feigen, Datteln und Nüsse. In deutschen Gemeinden war es im 15. Jahrhundert allerdings üblich, Birnen zu verwenden, die im Hohenlied nicht erwähnt sind.

### Charosset in Notzeiten
Aus dem Amerikanischen Bürgerkrieg ist überliefert, dass eine Gruppe jüdischer Soldaten der Unionsarmee in Fayette, West Virginia, ein Sedermahl feierte. Sie hatten keine Zutaten für ein Fruchtmus und legten einen Ziegelstein auf den Sederteller, der das Charosset repräsentierte.
In einer Baracke des nationalsozialistischen Konzentrationslagers Skarżysko-Kamienna feierten 1944 rund 30 Häftlinge ein Sedermahl, wobei statt der traditionellen Speisen die wenigen verfügbaren Lebensmittel verwendet wurden. So diente Kaffee als Ersatz für Wein, und Charosset wurde aus einer Kartoffel-Rüben-Mischung hergestellt.

## Charosset heute

### Symbolik
Die Äpfel sollen an Apfelbäume erinnern, unter denen – so der Midrasch – jüdische Frauen ihre Kinder heimlich gebaren, um sie vor Ägyptern zu schützen. Roter Wein symbolisiert in der Mischung das Blut der Beschneidung, das Blut der Pessachopfergabe und schließlich das Blut von jüdischen Kindern, die der Pharao ermorden ließ.
Charosset symbolisiert im Allgemeinen, dass Leben und Tod untrennbar verbunden sind, sowie Hoffnung und Verzweiflung. Nichts Süßes ist ohne Ende süß; genauso ist Bitterkeit enthalten. Am Pessach wird dies durch die anderen Sederspeisen zum Ausdruck gebracht und durch die Zusicherung zukünftiger Süßigkeit mittels Charosset dargestellt.

### Rezepttypen
Die Vielfalt der Rezepte lässt sich zwei Grundtypen zuordnen: das apfelbasierte Fruchtmus der Aschkenasim und das dattelbasierte Fruchtmus der meisten sefardischen Gemeinden (Irak, Iran, Nordafrika, Jemen). Regional wird Charosset noch immer nach Saadja Gaons Rezept aus dem 10. Jahrhundert zubereitet. Einzelne Regionen haben ihre besondere Zutat, so sind etwa Granatäpfel typisch für persisches Charosset, und in Griechenland und der Türkei sind Rosinen die Hauptzutat. Das wenig variantenreiche aschkenasische Charosset ist in den Vereinigten Staaten weit verbreitet und könnte sich zum Standard-Charosset entwickeln. In israelischen Supermärkten wird ein „Aschkefardi“-Fruchtmus angeboten, das Äpfel und Datteln enthält.